# Euploea eyndhovii
Euploea eyndhovii är en fjärilsart som beskrevs av Felder 1865. Euploea eyndhovii ingår i släktet Euploea och familjen praktfjärilar. Inga underarter finns listade i Catalogue of Life.